# Jacques-Auguste de Thou

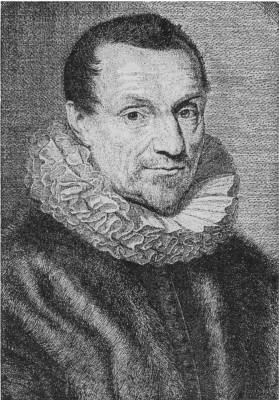
Jacques-Auguste de Thou

Jacques-Auguste de Thou (* 8. Oktober 1553 in Paris; † 7. Mai 1617 in Paris) war ein französischer Geschichtsschreiber und Staatsmann.

## Leben und Wirken
Jacques-Auguste de Thou, latinisiert Thuanus, wurde in Paris geboren, wo sein Vater Christoph de Thou erster Parlamentspräsident war, und noch am Tag seiner Geburt in der Kirche Saint-André-des-Arts getauft. Er studierte in Orléans und Valence die Rechte, wurde von Heinrich III. mit mehreren wichtigen Missionen, unter anderen 1576 mit den Unterhandlungen mit den protestantischen Führern in Guienne, betraut und zum geistlichen Rat beim Pariser Parlament ernannt.
Nach dem Tod seiner beiden Brüder gab er den beabsichtigten Eintritt in den geistlichen Stand auf, ward 1584 Requetenmeister, folgte 1586 Heinrich III. nach Chartres, veranlasste ihn 1588 zu dem Bündnis mit Heinrich von Navarra und reiste, um Geld zur Fortsetzung des Kampfes gegen die Liga zu schaffen, nach Deutschland und Italien. Er war mit Michel de Montaigne freundschaftlich verbunden.
Nach Heinrichs III. Ermordung trat er in die Dienste Heinrichs IV. 1594 wurde er Vizepräsident des Parlaments und Großmeister der königlichen Bibliothek.
Als toleranter, freisinniger Katholik hatte er wesentlichen Anteil an der Ausarbeitung des Edikts von Nantes. Nach Heinrichs IV. Ermordung (1610) verlieh ihm die Regentin Maria von Medici nicht die ihm versprochene Stelle des ersten Präsidenten des Parlaments, sondern ernannte ihn zu einem der drei Generaldirektoren der Finanzen; daher zog er sich bald aus dem öffentlichen Leben zurück. Er starb am 7. Mai 1617.
Sein Hauptwerk ist die Historia mei temporis, 1543–1607, die er 1591, vom Tod Franz’ I. ausgehend, begann. Die ersten 18 Bücher wurden 1604 veröffentlicht. 1606 erschien eine neue Ausgabe bis zum 49. Buch, 1614 eine dritte, 80 Bücher umfassend, bis 1584. Das Werk sollte nach seinem Plan 138 Bücher umfassen und bis zum Tod Heinrichs IV. reichen; allein bei Veranstaltung der nächsten Ausgabe überraschte ihn der Tod, und dieselbe erschien daher erst 1620, von seinem Verwandten Pierre Dupuy (1582–1651) und seinem Freund Nicolas Rigault (1577–1654) besorgt.
Vollständig erschien das Werk in dem ursprünglichen Text und von Rigault aus Thous Materialien bis zu dem bestimmten Ziel fortgesetzt zu London 1733 in 7 Bänden. Nach dieser Ausgabe ist die 1734 zu Paris (mit dem Druckort London) erschienene französische Übersetzung (16 Bde.) abgefasst. Das in trefflichem lateinischen Stil geschriebene Werk ist für die Geschichte jener Zeit, besonders die französische, und für die Würdigung der damaligen religiösen Händel äußerst wichtig, da Thou Augenzeuge vieler Ereignisse war und nach unparteiischer Wahrheit strebte. Dennoch wurde er als kirchenfeindlich und parteiisch für die Hugenotten angegriffen. Zu seiner Rechtfertigung schrieb T. seit 1616: Thuani commentarius de vita sua, libri IV (Orleans 1620, deutsch in Seybolds Selbstbiographien berühmter Männer). Eine Sammlung trefflicher Poesien in lateinischer Sprache erschien unter dem Titel: Posteritati; poematum opus notis perpetuis illustratum a J. Melanchthone (Amsterdam. 1678).
Sein Sohn François Auguste de Thou, franz. Staatsrat, geb. 1604 in Paris, glich seinem Vater an Talenten und Kenntnissen sowie an Edelmut des Charakters, wurde sehr jung Parlamentsrat, Requetenmeister, auch Großmeister der königlichen Bibliothek und später Staatsrat, aber als Mitwisser der Verschwörung des Cinq-Mars 12. September 1642 in Lyon enthauptet.

## Werke (Auswahl)
- Hieracosophiou, sive De Re Accipitraria Libri Tres. Paris, Mamert Patisson, 1584.
- Histoire universelle.  1543–1607.